# Apocalypsis velox
Apocalypsis velox är en fjärilsart som beskrevs av Butler 1877. Apocalypsis velox ingår i släktet Apocalypsis och familjen svärmare. Inga underarter finns listade i Catalogue of Life.

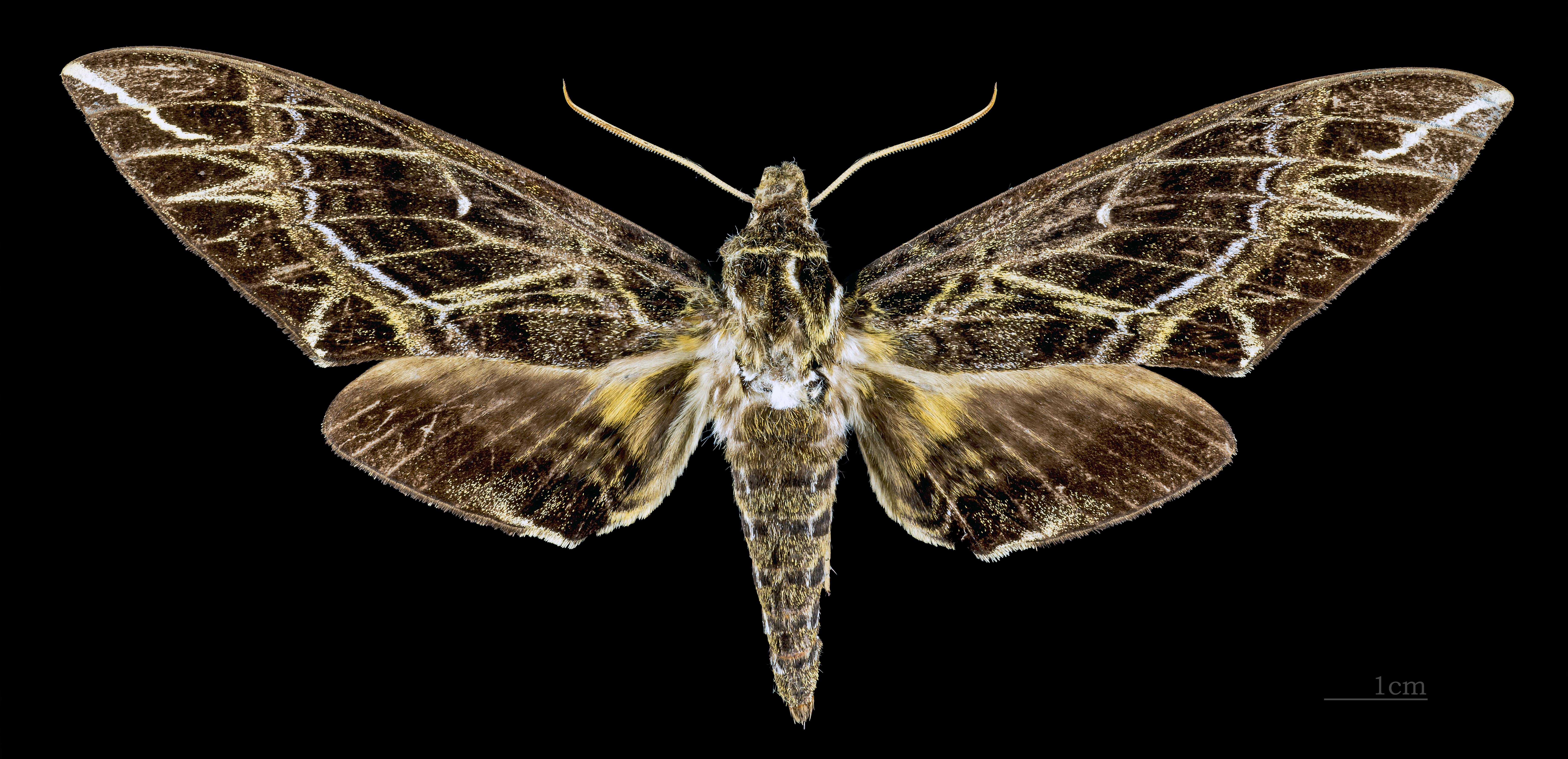
Apocalypsis velox ♀
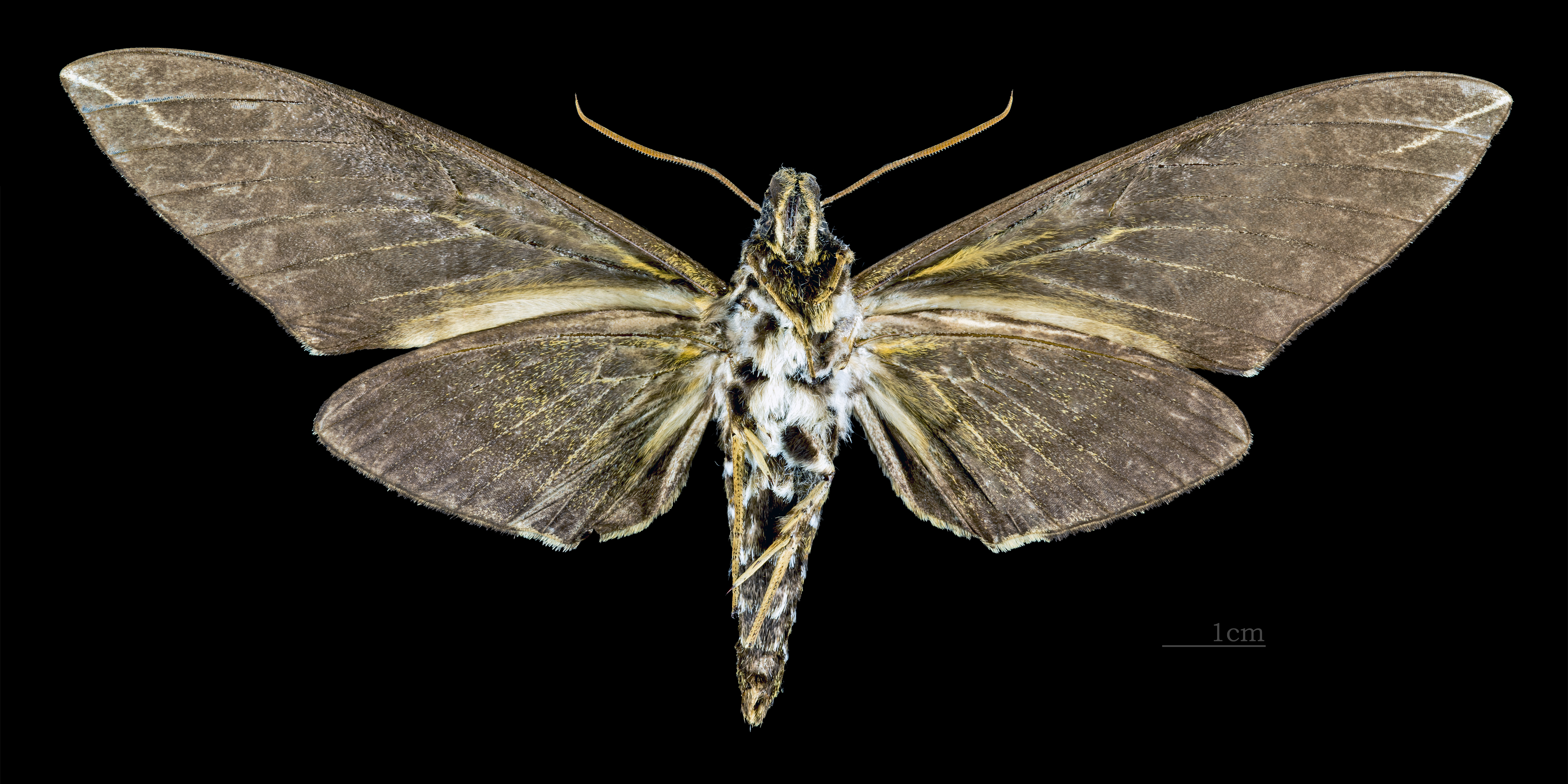
Apocalypsis velox  ♀ △